# Ataque de Deliatin de 2022

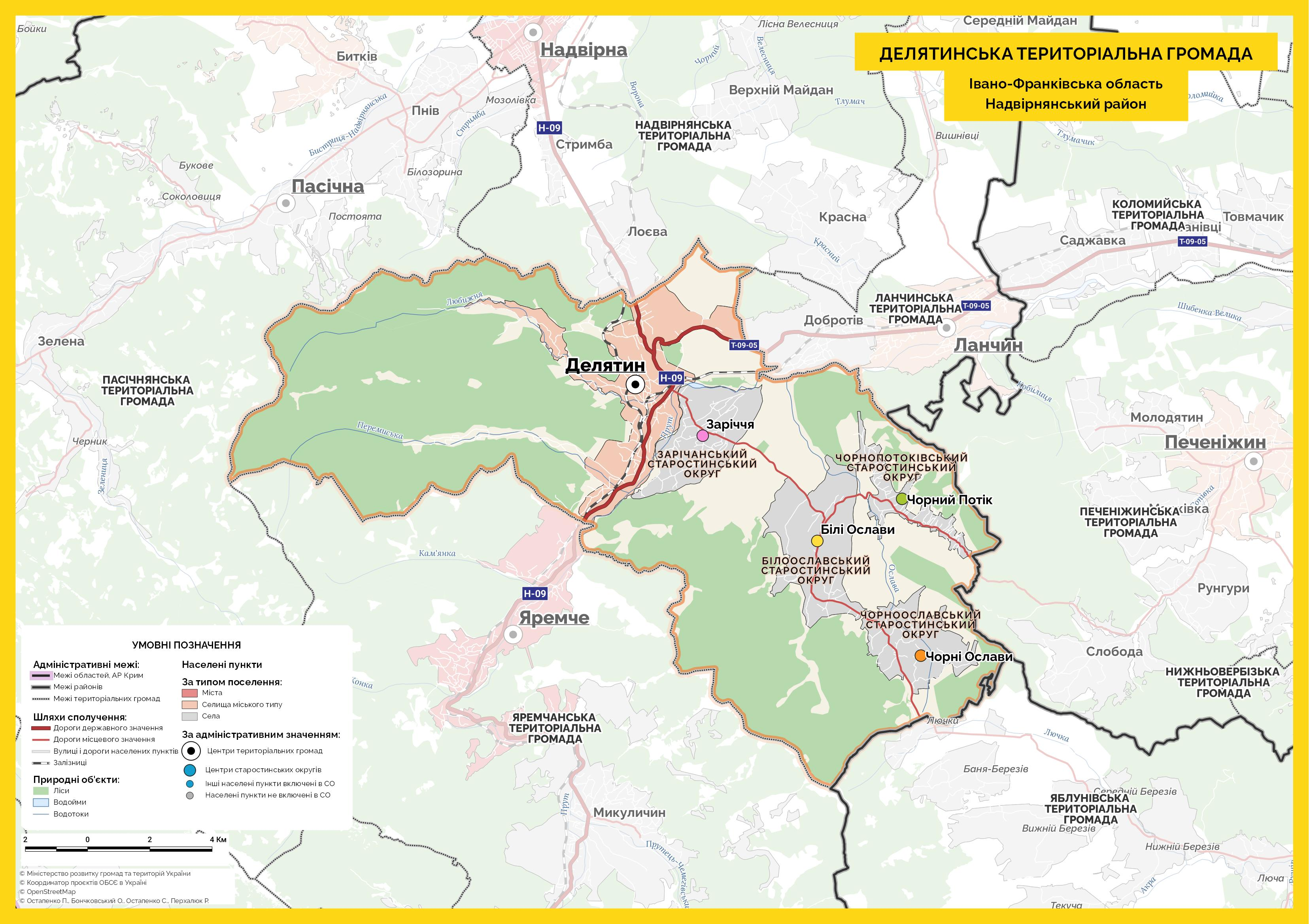
Mapa del asentamiento Deliatin

El ataque de Deliatin de 2022 fue un bombardeo ruso ocurrido el 18 de marzo de 2022 contra un almacén subterráneo de misiles y municiones de aviación de las tropas ucranianas en Deliatin, Óblast de Ivano-Frankivsk. Esta fue probablemente la primera vez que Rusia usó el Kh-47M2 Kinzhal, un arma hipersónica, contra Ucrania.

## Historia
El 19 de marzo, el Ministerio de Defensa de Rusia dijo que el ejército ruso había usado misiles hipersónicos del complejo Dagger para destruir tropas clandestinas en Deliatin, Óblast de Ivano-Frankivsk. El portavoz del Comando de la Fuerza Aérea de las Fuerzas Armadas de Ucrania, Yurii Ihnat, confirmó un ataque con misiles en Deliatin. El Ministerio de Defensa de Ucrania confirmó el ataque a los almacenes, pero no pudo establecer el tipo exacto de armas con las que se infligió. Además, según el ministerio: "Desafortunadamente, Ucrania se ha convertido en un campo de pruebas para todo el arsenal de armas de misiles de Rusia. Usan complejos operativos y tácticos Iskander, misiles de crucero 3M-54 Kalibr y otros: Kh-101, Kh-55, X- 555.
Funcionarios estadounidenses confirmaron a CNN que Rusia lanzó poderosos misiles hipersónicos contra Ucrania la semana pasada, el primer uso conocido de tales misiles en combate. Rusia afirmó que desplegó misiles hipersónicos el viernes para destruir un almacén de municiones en Deliatyn. Es probable que los lanzamientos tuvieran la intención de probar las armas y enviar un mensaje a Occidente sobre las capacidades rusas.

### Vídeo ruso
Rusia publicó un vídeo de lo que dijo fue su ataque con misiles en el depósito de armas en Deliatin, una aldea en el suroeste de Ucrania a solo 100 km de la frontera con Rumanía. El 19 de marzo por la noche, The War Zone recibió imágenes satelitales tomadas por la empresa estadounidense Planet Labs, que confirman que el vídeo del Ministerio de Defensa ruso muestra un ataque no en un gran almacén en el oeste de Ucrania, sino en una granja o gran gallinero. en el sureste del Óblast de Járkov. Las imágenes fueron tomadas el 12 de marzo de 2022, una semana antes de que se publicara el vídeo y se difundiera información sobre el uso de la Daga. Para ese entonces, la finca ya había sido parcialmente destruida.